# Catastrophe de la mine de Kostenko

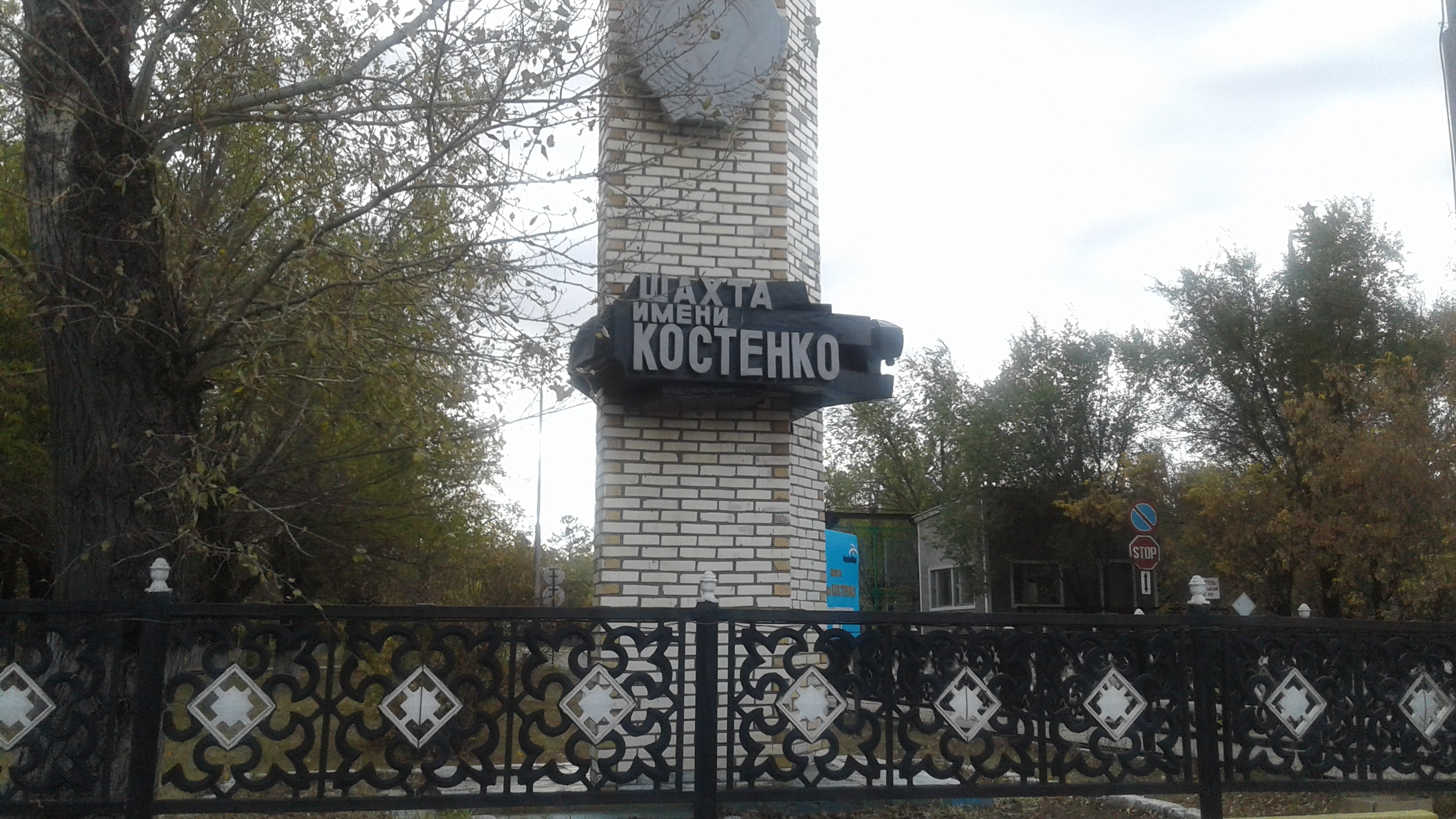
Entré de la mine de Kostenko.

La catastrophe de la mine de Kostenko est survenue dans la nuit du 28 octobre 2023 lorsqu'un incendie s'est déclaré dans la mine de Kostenko, dans la région de Karaganda, au Kazakhstan. Quarante-six mineurs ont été tués, les recherches pour en retrouver quatre autres se poursuivent et vingt personnes ont été blessées. La cause de l'incendie est vraisemblablement un coup de grisou.

## Contexte
La mine de Kostenko dépend de l'usine sidérurgique de Témirtaou, exploitée par ArcelorMittal. C'est la plus grande usine métallurgique du Kazakhstan qui expoite 15 mines de charbon et de minerai de fer. Depuis le milieu des années 1990, elle fait partie du groupe sidérurgique international ArcelorMittal. Plus de 100 personnes sont mortes dans les installations d'ArcelorMittal Temirtau en 15 ans. Les autorités ont déjà exprimé leur mécontentement face à l'incapacité d'ArcelorMittal à respecter ses engagements d'investissement, à moderniser les équipements et à assurer la sécurité des travailleurs. Deux mois avant l'incendie de la mine de Kostenko, un accident s'est produit dans une autre mine d'ArcelorMittal Temirtau, la mine de Kazakhstanskaya, qui a entraîné la mort de cinq personnes. Après l'accident de Kazakhstanskaya, les autorités kazakhes ont déclaré que la décision politique de nationaliser l'exploitation et de retirer l'entreprise du Kazakhstan avait déjà été prise.

## Accident

### 28 octobre
Le 28 octobre 2023 à 2 h 33 à la mine de Kostenko, un incendie s'est produit au niveau situé à l'horizon moins 100, à environ 700 mètres de profondeur. Au moment de l'accident, il y avait de 227 à 252 personnes dans la mine, 208 ont été remontées à la surface. Dix-huit personnes ont reçu une assistance médicale. Initialement, quatre cadavres ont été retrouvés, puis trois autres ont été exhumés.
Dans l'après-midi, à 14 heures, les corps de 22 mineurs ont été retrouvés. Les recherches se déroulaient à une profondeur d'environ 700 mètres. Pour les opérations de secours d'urgence, 10 divisions du service militaire professionnel de secours, composées de 55 personnes et 12 équipements, ont été mobilisées. Les travaux sont réalisés dans la zone de 2 sites, où sont effectués le suivi de la situation gazeuse, les prélèvements et le levage des corps identifiés. Le travail de toutes les entreprises d'ArcelorMittal Temirtau a été suspendu pendant une journée. À 16 heures, le nombre de morts était passé à 32 personnes.
Plus tard dans la nuit, une réunion d'information a eu lieu à Karaganda, il a été déclaré que les 13 personnes qui n'ont pas encore été retrouvées avaient « très peu de chances de survie » et que la cause de l'accident était un incendie provenant d'un four à charbon. Le nombre élevé de morts s'explique par l'explosion du mélange gaz-air, par le fait que le système de positionnement n'a pas été installé dans la mine et qu'il a été constaté qu'il manquait lors d'une urgence. Selon Zhumat Ukenov, directeur adjoint de la branche de Karaganda du quartier général central républicain des services professionnels paramilitaires de secours d'urgence, l'incendie sur les lieux de l'accident « a été éteint [et] il n'y a aucun danger pour le travail des sauveteurs dans la mine » et « les corps des mineurs ont été gravement endommagés lors de l'accident, ce qui rend difficile leur identification ».

### 29 octobre
Dans la matinée du 29 octobre, les sauveteurs ont trouvé quatre autres corps, portant le bilan à 36 morts, dont 29 remontés à la surface, et 11 disparus. À 14 heures, le nombre de mineurs morts atteignait 38 personnes, 9 personnes étant toujours portées disparues. Vers 15 heures, les corps de 42 personnes mortes ont été retrouvés et la recherche de 4 mineurs se poursuivait.

### 30 octobre
D'après l'agence HOLA, un 46ème et dernier corps a été trouvé dans la mine. Des tests ADN vont être mené pour determiner l'identité des mineurs. 

## Conséquences
Une commission gouvernementale a été créée pour déterminer les causes de l'accident. Le bureau du procureur général du Kazakhstan (en) a ouvert une procédure pénale concernant l'accident en vertu de la partie 3 de l'article 277 du Code pénal du Kazakhstan (violation des règles de sécurité lors de travaux miniers ou de construction). Le président du Kazakhstan, Kassym-Jomart Tokaïev, s'est rendu à la mine et a ordonné de « mettre fin à la coopération en matière d'investissement avec la société ». ArcelorMittal Temirtau, propriétaire de la mine. Le 29 octobre a été déclaré jour de deuil au Kazakhstan.